# IDrive
iDrive je računalni sustav koji kontrolira sekundarne sisteme u automobilu poput radija, klime, navigacije. iDrive se sastoji od LCD ekrana postavljenog na centar kontrolne ploče i kontrolera na središnjoj konzoli.

## Generacije

### Prva generacija
Prva se generacija koristila u seriji 7 E65 i koristila je Microsoft Windows CE program.

### iDrive Business (M-ASK)
M-ASK znači MMI Audio System controller i proizvodi ga Becker. Ovo je limitirana verzija iDrive-a s malim 6.6" displejom. Prve inačice su mogle samo pokazivati smjer, a kasnije su prikazivale 2D zemljovid.

### iDrive u E65 Seriji 7
Prva generacija iDrive-a u seriji 7 se sastojala samo od kotačića. GPS je smješten u prtljažniku i mogao je čitati samo zemljovide s CD-a.
U listopadu 2003. godine dodne su tipke,meni i novi GPS.
U travnju 2005. kotačić je unaprijeđen, GPS i 8,8" ekran su nadograđeni. Opcionalni su bili TV-Tuner, DVD-Changer, BMW Night Vision, Sideview Camera, Rear View Camera.

### iDrive Professional Navigation (CCC)
iDrive Professional Navigation (CCC) je debitirao 2003. u seriji 5 i baziran je na Wind River VxWorks operacijskom sistemu. CCC znači Car Communication Computer i koristi veliki 8.8" wide-screen ekran.
Nadograđen je 2007. i 2008. godine.

### iDrive Professional Navigation (CIC)
Predstavljen je u F01/F02 Seriji 7. CIC znači Car Infotainment Computer i proizvodi ga Becker, koristi QNX operacijski sistem.
CIC je velika nadogradnja iDrive-a, dodan je novi ekran visoke rezolucije, kompjuter i kontrole. CIC ima 2.5" 40 GB tvrdi disk.
CIC nije kritiziran za razliku od prijašnjih iDrive inačica.

## Utjecaj
Premda iDrive nije dobro prihvaćen i proglašen kompliciranim mnoge luksuzne marke su napravile svoju verziju poput Audijevog MMi-a, Mercedesovog Comand APS-a ili Lexusovog Remote Touch-a. iDrive je još uvijek standard samo za luksuzne automobile.